# Shoota
«Shoota» — песня американского рэпера Playboi Carti при участии Lil Uzi Vert. Она был выпущен на дебютном студийном альбоме Die Lit 11 мая 2018 года. Песня была спродюсирована Maaly Raw.

## Описание
В песне рэперы поют о своих дорогих украшениях. Lil Uzi Vert исполняет первый и второй куплеты, а Carti — припев и третий куплет.

## Отзывы
Шелдон Пирс из Pitchfork похвалил песню, ответив, что во время куплета Lil Uzi Vert нет ударных, и это «создаёт захватывающее напряжение. Вместо этого он со своим мелодичным флоу задаёт собственный ритм». Он также сказал, что «величайший дар Carti — быть интересным, ничего не делая, и здесь он проявляет себя в лучшем минималистичном виде».

## Чарты
| Чарт (2018)                           | Высшая позиция |
| ------------------------------------- | -------------- |
| Канада (Billboard Canadian Hot 100)   | 67             |
| США (Billboard Hot 100)               | 46             |
| США (Billboard Hot R&B/Hip-Hop Songs) | 25             |

## Сертификации
| Регион                                                                      | Сертификация | Продажи   |
| --------------------------------------------------------------------------- | ------------ | --------- |
| Великобритания (BPI)                                                        | Серебряный   | 200 000   |
| США (RIAA)                                                                  | Платиновый   | 1 000 000 |
| Данные о продажах + прослушиваниях приведены только на основе сертификации. |              |           |